# Banefo-Mifi
Banefo-Mifi est un village du Cameroun, en pays Bamiléké, situé dans la zone rurale de l'arrondissement de Bafoussam 2e, département de la Mifi, dans la Région de l'Ouest.
Son potentiel touristique s'appuie sur sa chefferie traditionnelle et son lac à proximité du cours d'eau Mifi, cours d'eau limitant le village Banefo-Mifi et le Bamboutos (NANSAP).

## Géographie
Le village de Banefo-Mifi situé à 15 km au nord de Bafoussam Centre (Rond point BIAO) a une superficie de 45 km2. Il est limitrophe a Baleng, Bapi, Bandeng et est bordé au nord par la rivière Mifi-Sud qui le sépare du département des Bamboutos.

## Histoire
Depuis la création de la communauté urbaine de Bafoussam en 2008, il fait partie de la commune d'arrondissement de Bafoussam II.
Le roi Jean Fopa meurt en 2003 et son fils Vincent lui succède et devient le onzième souverain de la dynastie Banefo-Mifi[réf. souhaitée].
Le peuple de Banefo-Mifi est installé au site actuel depuis le XVe siècle[réf. souhaitée], sur une superficie de 45 km2 contenant sept quartiers de 10 000 habitants[réf. souhaitée].

## Quartiers
Banefo-mifi est constitué de sept quartiers :
- Bessa (king place)
- BaKarjou
- BaMifi
- Marborb(takouche)
- Batoulah
- karjou 2
- Bamankier

## Chefferie traditionnelle
Le royaume de Banefo-Mifi a connu depuis sa création onze chefs, qui ont dirigé cette chefferie :
- fo'o Ngoum
- fo'o Yongoum
- fo'o Lah Dackieu
- fo'o Ngouatou
- fo'o Tateu
- fo'o Tatckieu
- fo'o Toutou
- fo'o Fopa
- fo'o Lah
- fo'o Fopa Jean (né en 1929, mort le 5 août 2003)
- fo'o Fopa Vincent (intronisé le 25 octobre 2003)